# Седльниця
Седльниця (пол. Siedlnica) — село в Польщі, у гміні Всхова Всховського повіту Любуського воєводства.
Населення — 844 особи (2011).
У 1975-1998 роках село належало до Лешненського воєводства.

## Демографія
Демографічна структура станом на 31 березня 2011 року:
|          | Загалом | Допрацездатний вік | Працездатний вік | Постпрацездатний вік |
| -------- | ------- | ------------------ | ---------------- | -------------------- |
| Чоловіки | 411     | 85                 | 292              | 34                   |
| Жінки    | 433     | 96                 | 242              | 95                   |
| Разом    | 844     | 181                | 534              | 129                  |